# 사카세가와역
사카세가와역(일본어: 逆瀬川駅, さかせがわえき)은 일본 효고현 다카라즈카시에 있는 한큐전철 이마즈 선의 역이다. 역 번호는 HK-27이다.

## 역사
- 1921년 9월 2일: 한신 급행 전철(현, 한큐전철) 사이호 선의 다카라즈카 ~ 니시노미야키타구치 역 구간 개통과 동시에 개설.
- 1926년 12월 18일: 사이호 선이 이마즈 선으로 명칭 변경.
- 1986년 9월 14일: 교상역사화[1].
- 2013년 12월 21일: 역 번호(HK-27) 도입.

## 역 구조
상대식 승강장 2면 2선의 지상역에서 1987년에 다카라즈카 시의 역전 재개발 사업으로 교상역이 준공되었다. 분기기, 절대 신호가 없어 정류장으로 분류된다. 교상 역사의 2층에 창구, 자동 매표기, 개찰구, 매점, 편의점, 화장실이 설치되어 있다. 승강장과 개찰 내 대합실, 개찰 외 대합실과 출입구를 각각 연결하는 에스컬레이터, 엘리베이터가 설치되어 있다.

### 승강장
| 승강장 | 노선        | 방향 | 행선                                                                |
| ------ | ----------- | ---- | ------------------------------------------------------------------- |
| 서측   | ■ 이마즈 선 | 하행 | 다카라즈카・가와니시노세구치・나카야마칸논・기요시코진・미노오 방면 |
| 동측   | ■ 이마즈 선 | 상행 | 니시노미야키타구치・오사카・고베・이마즈 방면                       |

## 역 주변
역 북쪽을 동류하는 사카세 강의 강가를 따라 양쪽에 장엄한 저택 건축이 들어서 있어 한신 간의 고급 주택지의 일각을 차지하고 있다.
다카라즈카 시립 병원, 다카라즈카 우체국, 다카라즈카 시립 종합 체육관, 무도관, 다카라즈카 시립 스포츠 센터 방면에의 버스 노선이 발착한다, 다카라즈카 시 관공서, 다카라즈카 시 소방 본부 등, 다카라즈카 시 관청들과 가장 가까운 역이기도 하다.
- 아피아 1
- 아피아 2
- 아피아 홀(아피아 1, 5층)
- 다카라즈카 시 관공서 - 도보로 10 ~ 15분 정도 거리에 있고 한큐 버스도 운행되고 있다.
- 스에히로 중앙 공원(방재 공원)
- 다카라즈카 시립 근로 시민 센터
- 다카라즈카 시 스에히로 체육관
- 다카라즈카 시 소방 본부(서부 소방서)
- 다카라즈카 보건소
- 다카라즈카 사카세가와 우체국
- 다카라즈카 후쿠이 우체국
- 다카라즈카 노가미 우체국
- 다카라즈카 병원
- 이토피아 - 옛 다카라즈카 시청 부지.
- 아피아 온(코프 고베 다카라즈카점・구 사카세가와 시장)
- 다카라즈카 골프 클럽 - 다카라즈카 호텔의 사교 클럽으로 "다카라즈카 클럽"의 골프 부문이 독립된 것이다.
- 이와시즈 신사 - 가토 기요마사가 임진왜란에 조선에서 가져간 호랑이를 경내에서 사육하였다고 전해지고, 다카라즈카 제일의 훌야시로이다.

## 사진

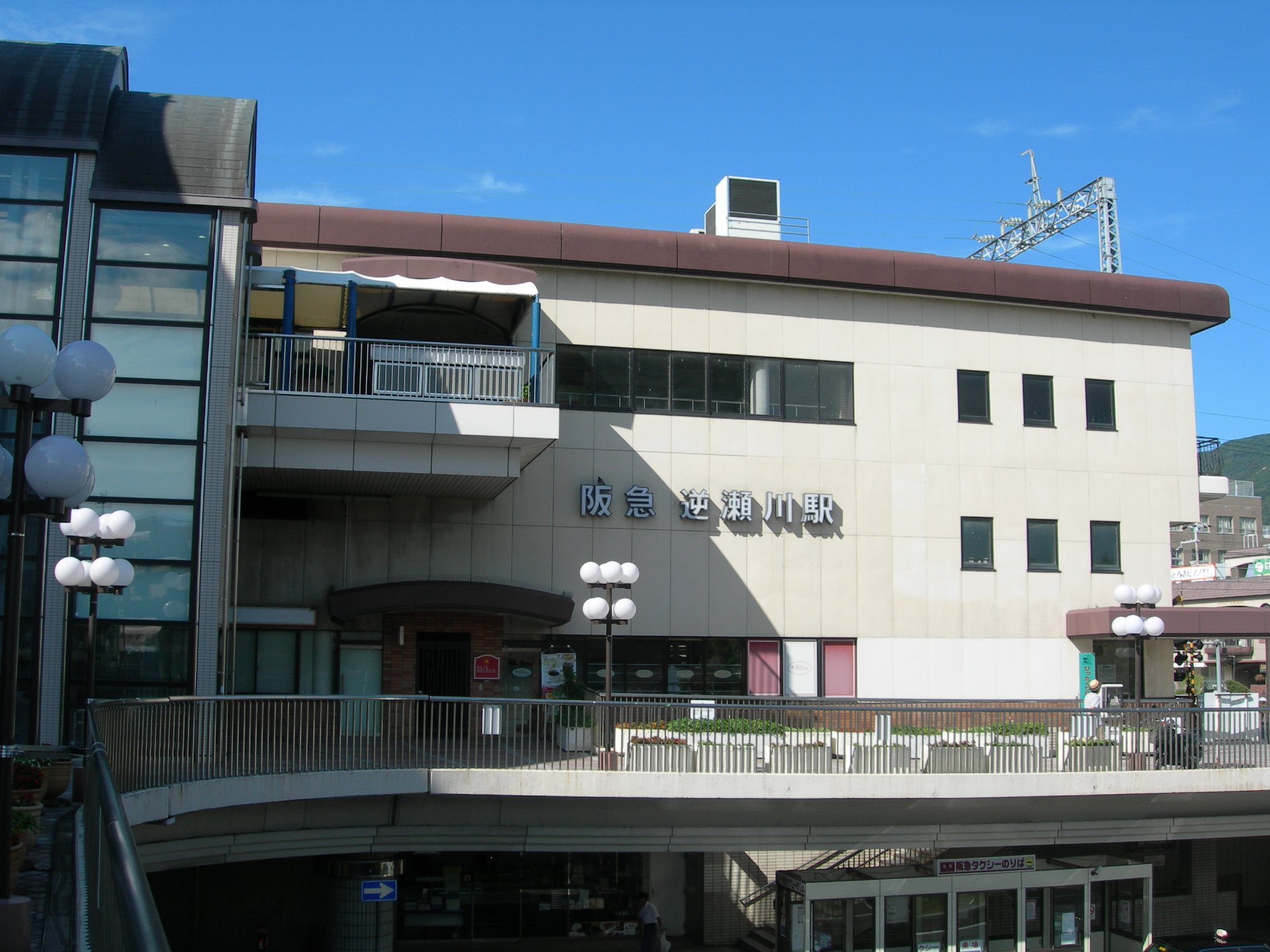
동쪽 출입구
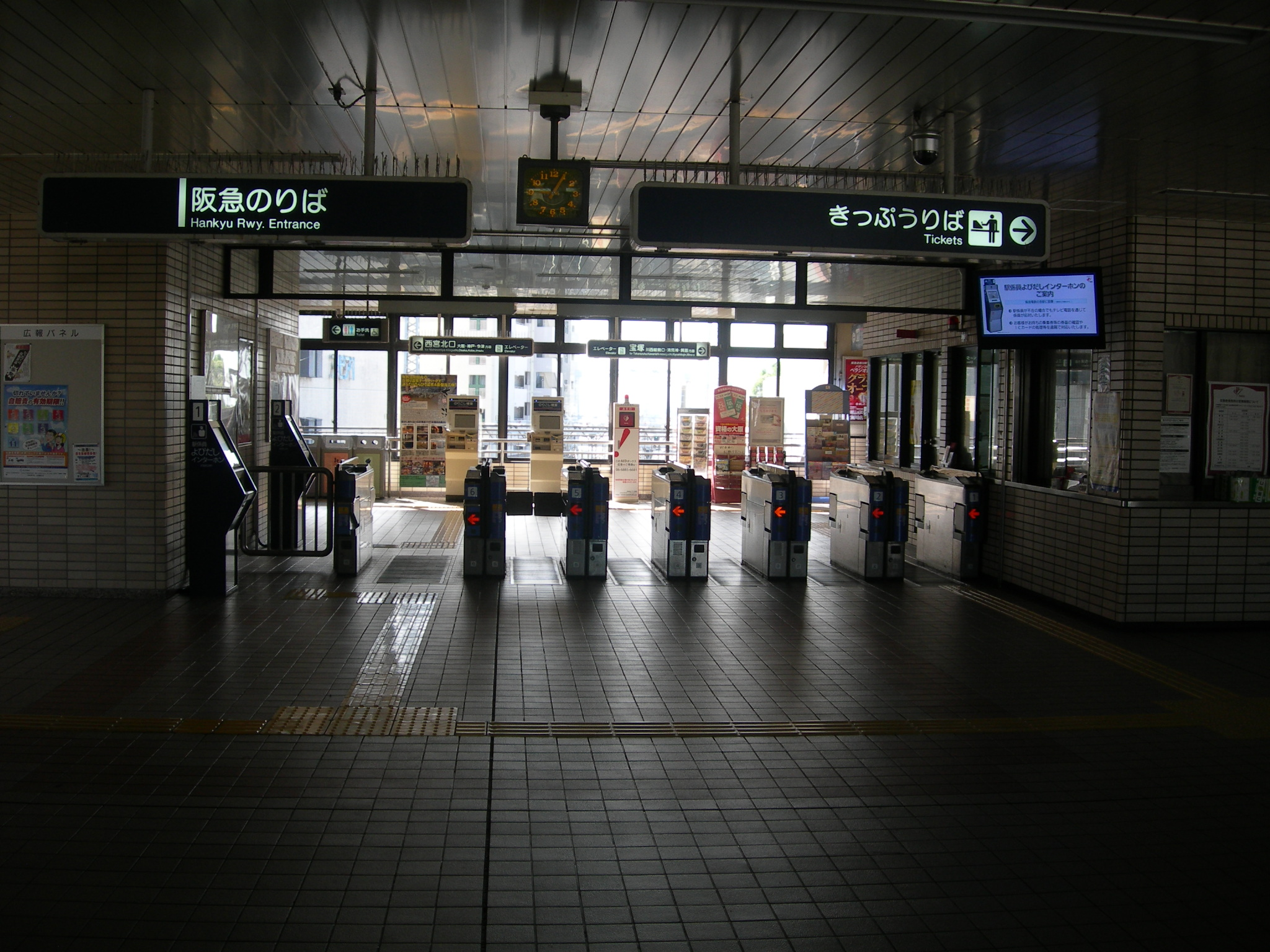
개찰구
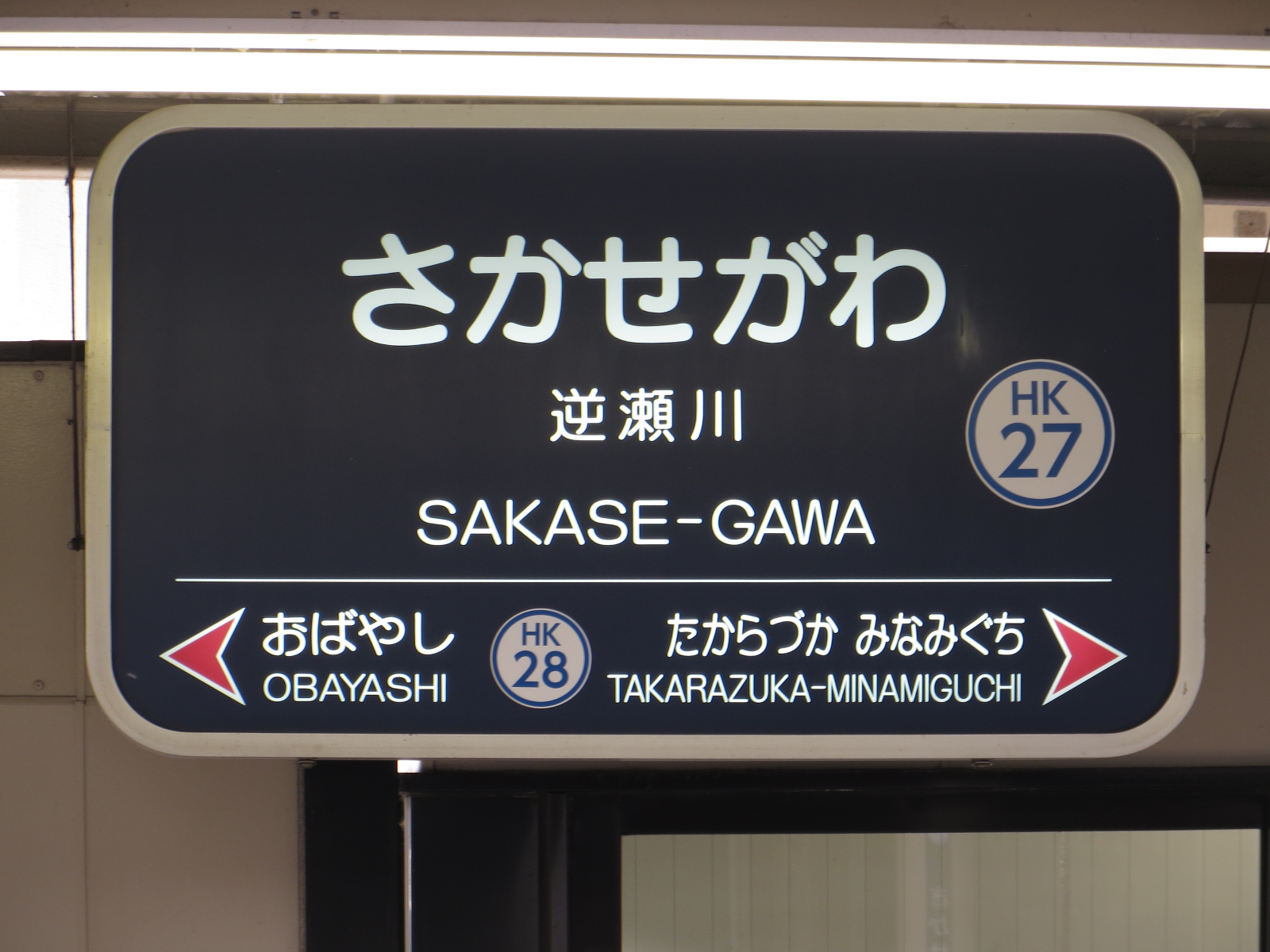
역명판
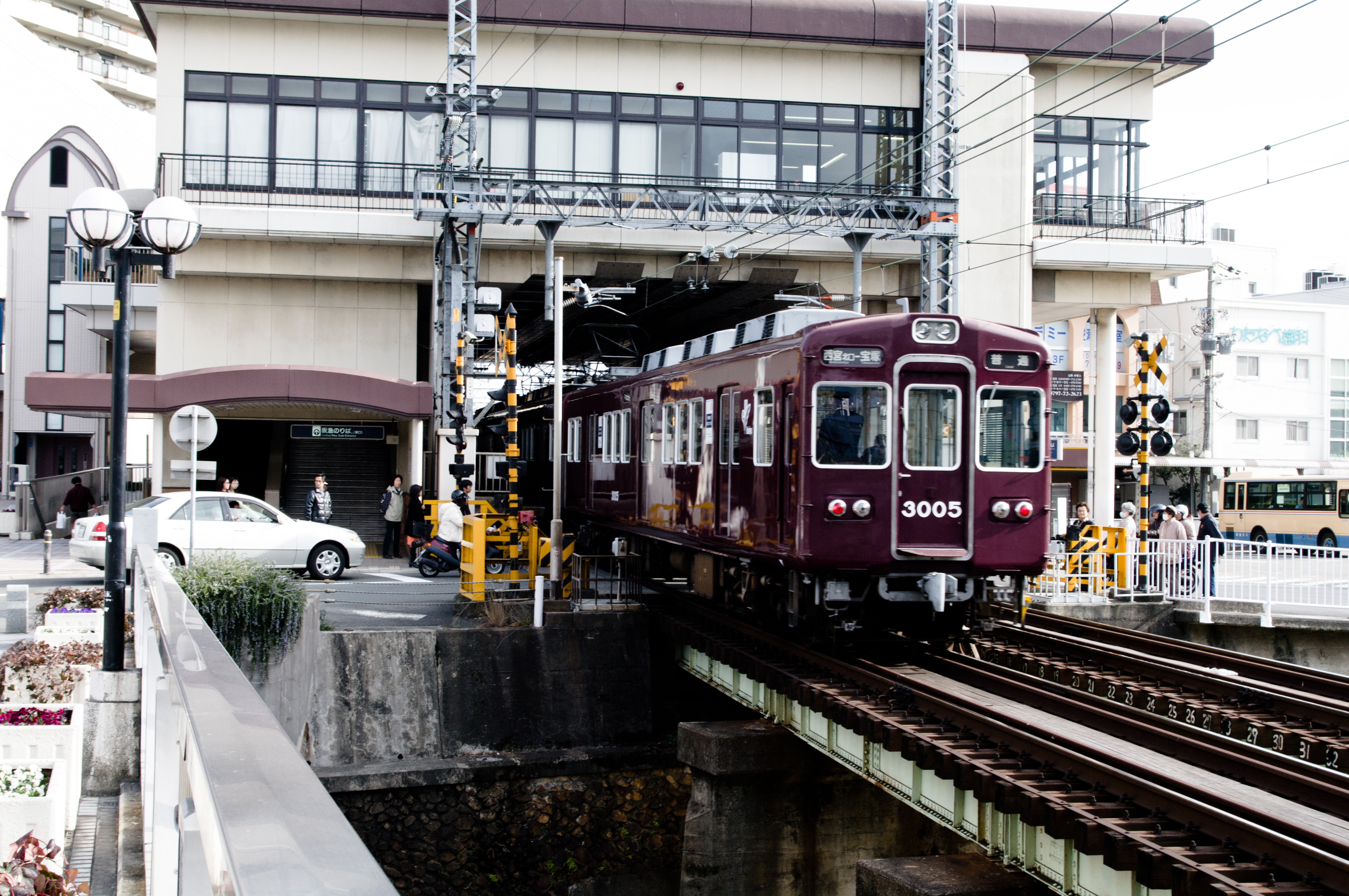
통과 중인 한큐 3000시리즈의 이마즈 선 차량

## 인접역
| 한큐 전철 ■ 이마즈 선(이마즈(북) 선)       | 한큐 전철 ■ 이마즈 선(이마즈(북) 선)                | 한큐 전철 ■ 이마즈 선(이마즈(북) 선)           |
| ------------------------------------------ | --------------------------------------------------- | ---------------------------------------------- |
| HK-28 다카라즈카미나미구치 다카라즈카 방면 | ■ 직통특급 "아타고" ■ 준급(우메다 행만 운전) ■ 보통 | 오바야시 HK-26 우메다・니시노미야키타구치 방면 |